# Liste des maires de Château-Gontier
La liste des maires de Château-Gontier présente la liste des maires de la commune française de Château-Gontier, située dans le département de la Mayenne en région Pays de la Loire. Le 1er janvier 2019, elle devient le siège de la commune nouvelle de Château-Gontier-sur-Mayenne, issue de la fusion de Château-Gontier avec Azé et Saint-Fort.

## Histoire
L'organisation municipale qu'on voit fonctionner dès le commencement du XVIIe siècle comprenait un conseil de ville composé des officiers de magistrature et de quelques bourgeois, auprès desquels un procureur syndic, élu tous les deux ans, remplissait les fonctions du pouvoir exécutif, proposait les objets en délibération et prenait les intérêts de la communauté.
En assemblée du 18 juin 1655, on décide que les affaires de la ville seraient gouvernées par le lieutenant général, le procureur du roi au siège présidial, un procureur syndic et quatre échevins. Un peu plus tard, 1664, 1676, les procureurs syndics prennent à leur tour le titre de maire, titre qui n'était autorisé encore par aucune lettre patente.
Après l'édit du mois d'août 1692 portant création de maires perpétuels, M. Galichon de Courchamp, lieutenant général, et comme tel faisant cy-devant les fonctions de chef de la maison de ville, déclara se désister (11 novembre). Le premier échevin refusa de publier la convocation de la communauté pour procéder à l'élection d'un maire ; il en fut repris par le procureur du roi qui, à une séance suivante, réclama la préséance sur les échevins.
Pierre Maumousseau, sieur de la Grandinière, présenta, le 5 octobre 1693, ses lettres de nomination par le roi du 23 mai précédent, et resta en fonctions jusqu'au mois de mai 1705, avec Jean Trochon (1697) et Léridon (1699) pour vice-maires.
Son successeur, Jacob Guitau, lieutenant général, résigna, le 1er mars 1710, à Mathieu Gouesse, avocat, sieur du Bignon, qui, voulant tenir les assemblées chez lui alors que la ville possédait un hôtel spécial, s'attira une juste opposition de la part des échevins.
Les ordonnances royales concernant les charges municipales se succédaient et se réformaient coup sur coup. Profitant de l'une d'elles, les habitants veulent avoir un maire électif et choisissent, le 12 décembre 1717, Charles Galichon de Courchamp, mais le lieutenant Guitau ne veut lui donner au procès-verbal que le titre de procureur syndic. Protestation de l'élu et des échevins, disant que les maires électifs doivent avoir les mêmes qualités et fonctions que ceux qui ont été supprimés ; qu'il ne doit point y avoir de maires dans le royaume s'il n'y en a dans une ville présidiale, et que la qualité de procureur syndic n'est que pour les bourgs et paroisses du plat pays. Le titre de maire, éliminé des registres de l'hôtel de ville, se trouve dans tous les autres actes officiels.
Pour l'élection du 20 avril 1720, nouveaux tiraillements : le lieutenant Guitau s'oppose à ce qu'elle se fasse au nom de procureur syndic ou de maire, les autres officiers réservent la question. Les élus, maire et échevins, refusent le mandat offert dans ces conditions. C'est, dit le lieutenant, une cabale de gens qui veulent soulever le peuple contre les magistrats. Riposte du procureur du roi qui, remettant le deport du premier élu au jugement du parlement, propose de nommer maire, et non syndic, M. Syette, conseiller au présidial.
Syette fut élu procureur syndic, et prorogé le 22 avril 1722 dans l'exercice du maire. Depuis, le titre de maire ne fut plus contesté aux élus. Les assemblées de ville se tenaient d'abord au palais royal, situé sur l'emplacement du minage actuel, et qui fut détruit en 1727. Pendant la construction du nouvel hôtel, les réunions eurent lieu au château de Giziers.

## L'Hôtel de ville

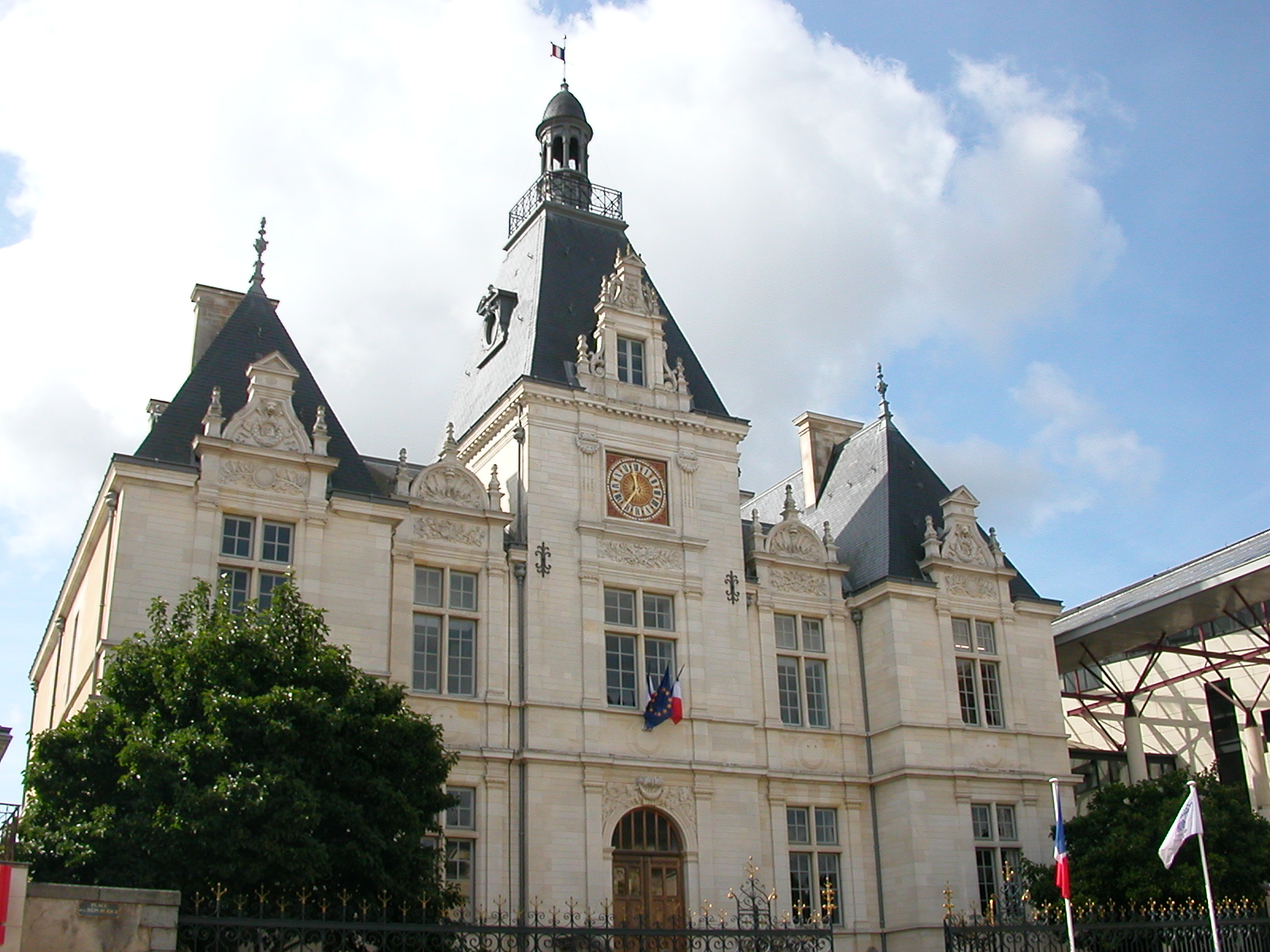
L'Hôtel de ville.

## Procureurs syndics
- René Héliand
- Jean Demond, 1616.
- Pierre Trochon, 1618.
- Jacques Chailland, avocat, 1620.
- René Trochon, sieur de Beaumont, marchand, 1622.
- Dineau-Duverger, 1624.
- René Vallin, sieur du Grolay, 1626
- Claude Arnoul, 1630.
- René Léridon, 1632.
- Jacques Pelot, 1634.
- François Allaire, 1635.
- François Delarouvraie, 1637.
- Juffé de la Mare.
- Meslier de la Rue, 1643.
- Héliand, 1644.
- Amys, 1646
- Michel Trochon de la Place, 1647.
- Allaire du Plessis, 1649.

## Liste des maires

### Sous l'Ancien Régime
| Période                                  | Période         | Identité                        | Étiquette | Qualité                                                                            |
| ---------------------------------------- | --------------- | ------------------------------- | --------- | ---------------------------------------------------------------------------------- |
| Les données manquantes sont à compléter. |                 |                                 |           |                                                                                    |
| 1664                                     | 1676            | Louis Hardy de la Troussière    |           | Syndic prenant le titre de maire                                                   |
| 1676                                     | 1692            | Mathurin Douard                 |           | Syndic prenant le titre de maire                                                   |
| 1692                                     | 1693            | Galichon de Courchamp           |           | Lieutenant général                                                                 |
| 1693                                     | 1693            | Pierre Marmousseau              |           | Sieur de la Grandinière, maire perpétuel                                           |
| 1693                                     | 1710            | Jacob Guiteau                   |           | Maire perpétuel                                                                    |
| 1710                                     | 1717            | Mathieu Gouesse                 |           | Maire perpétuel                                                                    |
| 1717                                     | 1720            | Charles Galichon de Courchamp   |           | Maire électif                                                                      |
| 28 avril 1720                            | 5 mai 1720      | Jean-Laurent Trochon            |           | Maire électif                                                                      |
| 1720                                     | 1720            | Syette                          |           | Maire électif                                                                      |
| 1720                                     | 1724            | Martin Marmousseau              |           | Maire électif                                                                      |
| 1724                                     | 1729            | Dublineau                       |           | Maire électif                                                                      |
| 1729                                     | 1735            | Lemasson                        |           | Maire électif                                                                      |
| Les données manquantes sont à compléter. |                 |                                 |           |                                                                                    |
| 1747                                     | 1763            | Pierre-René Enjubault           |           | Maire électif                                                                      |
| 1764                                     | 1769            | Edme-René-François Duval        |           | Maire électif                                                                      |
| 1769                                     | 1771            | Pierre-René Syette              |           | Maire électif, garde du corps, propriétaire du Château de la Villette à Longuefuye |
| 1771                                     | 1779            | Élie-Laurent Lemotheux          |           | Maire électif                                                                      |
| 1779                                     | 1781            | Le Cercler                      |           | Maire électif                                                                      |
| 1780                                     | 1789            | François Letessier Douaillon    |           | Maire choisi par le Roi                                                            |
| 1789                                     | 1789            | Cadock-Duplessis                |           |                                                                                    |
| 6 septembre 1789                         | 30 octobre 1790 | Jean-Joseph Trochon de Beaumont |           | Démissionnaire                                                                     |

### De 1790 à 1944
| Période | Période             | Identité                               | Étiquette                  | Qualité |
| --- | ------------------- | -------------------------------------- | -------------------------- | --- |
| Période révolutionnaire |                     |                                        |                            | |
| 22 novembre 1790 | 1792                | Yves-Marie Destriché                   |                            | Orfèvre |
| 2 octobre 1792 | 19 avril 1794       | René-Pierre Homo                       |                            | Maître de grammaire et libraire |
| 1794 | 1796                | Jean-Bernard Levayer                   |                            | |
| 8 avril 1796 (An IV) | 2 avril 1797 (An V) | René-Pierre Homo                       |                            | Maître de grammaire et libraire |
| An V | An VI               | M. Reveil                              |                            | |
| An VI | An VI               | Jean-Baptiste Davière                  |                            | |
| An VI | An VIII             | M. Segrétain                           |                            | |
| |                     |                                        |                            | |
| 25 avril 1800 | 1802                | Joseph Bonneau- Touchebaron            |                            | Notaire |
| 1802 | 1808                | Pierre Mahier                          |                            | Notaire |
| 1808 | 1815                | Étienne Thomas Déan                    |                            | Propriétaire Lieutenant d'infanterie au régiment royal de Roussillon Député de la Mayenne (1815 → 1816)                            |
| 1815 | 1815                | M. Bonneau-Tournebaron                 |                            | |
| 1815 | 1815                | Étienne Déan                           |                            | |
| 12 avril 1816 | 31 décembre 1820    | Louis Joachim de Boisjourdan           | Centre ministériel         | Propriétaire Député de la Mayenne (1824 → 1826) Maire de Grez-en-Bouère (1805 → 1807) Maire de Bouère (1810 → 1812 et 1823 → 1824) |
| 1822 | 1830                | Michel Seguin                          | Ultraroyaliste Légitimiste | Blanchisseur, industriel, propriétaire du Château de la Lande de Niafles                                                           |
| 1830 | 1848                | Pierre-René Martinet                   | Conservateur               | Notaire Député de la Mayenne (1846 → 1848) Conseiller général de Château-Gontier (1833 → 1848)                                     |
| 1848 | 1848                | Louis-Xiste Delaplace                  |                            | |
| Du 1er janvier 1849 au 17 septembre 1852, les fonctions de maire sont exercées à tour de rôle par les conseillers municipaux |                     |                                        |                            | |
| 1851 | 1852                | Pierre-René Martinet                   | Conservateur               | Notaire Ancien député de la Mayenne (1846 → 1848)                                                                                  |
| 1852 | 1860                | Camille-Gabriel Quinefault (1811-1883) |                            | Propriétaire Conseiller général de Château-Gontier (1855 → 1867)                                                                   |
| juillet 1860 | 4 juillet 1866      | Alexandre-Jean Fournier                | Républicain                | Avocat Conseiller général de Cossé-le-Vivien (1842 → 1848) Conseiller général de Château-Gontier (1867 → 1886)                     |
| 4 juillet 1866 | 12 décembre 1914    | Jean-Sylvain Fouassier                 |                            | Décédé en fonction |
| 12 décembre 1914 | décembre 1919       | Abel Cahour,                           | Républicain                | Avocat, ancien premier adjoint |
| décembre 1919 | 13 mai 1925         | François Blot                          | Républicain                | |
| 13 mai 1925 | 18 mai 1935         | Louis Bénard-Tertrais                  |                            | |
| 18 mai 1935 | septembre 1944      | Gaston Martin (1886-1960)              |                            | Professeur d'histoire moderne et contemporaine à l'Université de Bordeaux                                                          |

### De 1944 à 2018
| Période        | Période          | Identité                     | Étiquette               | Qualité |
| -------------- | ---------------- | ---------------------------- | ----------------------- | --- |
| septembre 1944 | 5 juin 1955      | Auguste Doisneau (1878-1967) |                         | Négociant en vins et spiritueux, ancien premier adjoint Élu en 1945, réélu en 1947 et 1953 Démissionnaire pour raison de santé |
| 9 juin 1955    | 26 mars 1971     | Georges Lefèvre (1893-1983)  | DVD                     | Médecin, ancien premier adjoint Conseiller général de Château-Gontier (1945 → 1976) Réélu en 1959 et 1965 |
| 26 mars 1971   | 23 mars 2001     | Jean Arthuis                 | CD puis UDF-CDS puis FD | Expert-comptable, ancien ministre et secrétaire d'État Sénateur de la Mayenne (1983 → 1986, 1988 → 1995 et 1997 → 2014) Conseiller général de Château-Gontier (1976 → 1985) Conseiller général de Château-Gontier-Ouest (1985 → 2015) Président du conseil général de la Mayenne (1992 → 2014) Réélu en 1977, 1983, 1989 et 1995     |
| 23 mars 2001   | 18 décembre 2018 | Philippe Henry               | DVD puis UDI (AC)       | Responsable commercial Conseiller régional des Pays-de-la-Loire (depuis 2015) Vice-président du conseil régional (depuis 2017) Conseiller général de Château-Gontier-Est (2004 → 2015) Conseiller départemental de Château-Gontier-2 (2015 → 2016) Président de la CC du Pays de Château-Gontier (depuis 2008) Réélu en 2008 et 2014 |

### Depuis 2018
| Période          | Période                       | Identité       | Étiquette | Qualité |
| ---------------- | ----------------------------- | -------------- | --------- | --- |
| 18 décembre 2018 | En cours (au 27 juillet 2021) | Philippe Henry | UDI (AC)  | Responsable commercial Conseiller régional des Pays-de-la-Loire (depuis 2015) Vice-président du conseil régional (depuis 2017) Président de la CC du Pays de Château-Gontier (depuis 2008) Réélu pour le mandat 2020-2026 |

## Source partielle
- « Liste des maires de Château-Gontier », dans Alphonse-Victor Angot et Ferdinand Gaugain, Dictionnaire historique, topographique et biographique de la Mayenne, Laval, A. Goupil, 1900-1910 [détail des éditions] (BNF 34106789, présentation en ligne)